# Algorithme d'Ukkonen

En informatique, plus précisément en algorithmique du texte, l'algorithme d'Ukkonen construit incrémentalement en temps linéaire l'arbre des suffixes d'un mot. Cet algorithme a été proposé par Esko Ukkonen (en) en 1995.  L'algorithme est essentiellement la linéarisation d'une version naïve quadratique d'un algorithme de construction de l’arbre des suffixes.

## Principe
L'algorithme d'Ukkonen lit les caractères l'un après l'autre, en faisant grossir la structure qu'il produit, de telle sorte que, à tout instant, l'arbre obtenu est l'arbre des suffixes du préfixe lu. Cette lecture des caractères du mot, qui progresse de gauche à droite, confère à l'algorithme d'Ukkonen son incrémentalité. Dans le premier algorithme de construction de l’arbre des suffixes, proposé par Peter Weiner, celui-ci lit le mot du dernier caractère au premier, produisant les arbres des suffixes, du plus petit suffixe du mot donné au plus grand suffixe du mot (c'est-à-dire le mot lui-même). Edward M. McCreight propose plus tard un algorithme plus simple, allant toujours de droite à gauche dans la lecture du mot. Dans sa présentation, Esko Ukkonen propose d'abord sa version quadratique incrémentale de gauche à droite qu'il linéarise ensuite. 
L'implémentation naïve de la construction d'un arbre de suffixes en lisant le mot du début à la fin requiert une complexité temporelle O (n2) voire O(n3) en notation de Landau, où n est la longueur de la chaîne. En exploitant un certain nombre de techniques algorithmiques, l'algorithme d'Ukkonen réduit ce temps à O(n) (linéaire), pour les alphabets de taille constante, et O(n log n) en général, correspondant aux performances d'exécution des deux précédents algorithmes.

## Exemple
Explicitons l'exécution sur le mot {\displaystyle baobab}. L'algorithme part de l'arbre ne contenant qu'une racine. Lisons les lettres de {\displaystyle baobab} de gauche à droite.
Étape 1 : insertion de {\displaystyle b} dans l'arbre.
Comme aucun arc partant de la racine n'est étiquetée par {\displaystyle b}, on construit un nœud correspondant au suffixe {\displaystyle b}.
À ce stade, on a construit un arbre suffixe correspondant au mot {\displaystyle b} dont le seul suffixe est {\displaystyle b}.
Étape 2 : insertion de {\displaystyle a} dans l'arbre.
À ce stade, le mot entier considéré est {\displaystyle ba}. Le suffixe {\displaystyle b} devient {\displaystyle ba} et on ajoute le suffixe {\displaystyle a} dans l'arbre.
Étape 3 : insertion de {\displaystyle o} dans l'arbre.
À ce stade, le mot entier considéré est {\displaystyle bao}. Comme précédemment, on met à jour les suffixes {\displaystyle ba} et {\displaystyle a} qui deviennent respectivement {\displaystyle bao} et {\displaystyle ao} puis on ajoute {\displaystyle o} comme suffixe.
Étape 4 : insertion de {\displaystyle b} dans l'arbre.
À ce stade, le mot entier considéré est {\displaystyle baob}. On met à jour les suffixes {\displaystyle bao}, {\displaystyle ao} et {\displaystyle o} qui deviennent respectivement {\displaystyle baob}, {\displaystyle aob} et {\displaystyle ob}. En revanche, il n'est pas nécessaire d'insérer le suffixe {\displaystyle b} qui est déjà présent dans l'arbre via l'arête {\displaystyle baob}. (on retient maintenant que les prochaines modifications vont avoir lieu sur l'arête {\displaystyle baob}, et que le plus long préfixe commun est {\displaystyle b}. On garde ces informations).
Étape 5 : insertion de {\displaystyle a} (mot considéré est {\displaystyle baoba}) :
L'arête courante est {\displaystyle baob}, dont {\displaystyle ba} est toujours le préfixe. Il suffit donc de mettre à jour les suffixes {\displaystyle baob}, {\displaystyle aob} et {\displaystyle ob} qui deviennent {\displaystyle baoba}, {\displaystyle aoba} et {\displaystyle oba}. Le plus long préfixe commun devient {\displaystyle ba}.
Étape 6 insertion de {\displaystyle b} (mot considéré est {\displaystyle baobab}) :
Les suffixes {\displaystyle baoba}, {\displaystyle aoba} et {\displaystyle oba} deviennent {\displaystyle baobab}, {\displaystyle aobab} et {\displaystyle obab}. En revanche, le suffixe {\displaystyle bab} n'est plus préfixe de {\displaystyle baobab}. Il faut scinder l'arête {\displaystyle baobab} après {\displaystyle ba} qui est le plus long préfixe commun.
- Étape 6.1 : on insère un nœud entre {\displaystyle ba} et {\displaystyle obab}, puis on rajoute une arête {\displaystyle b} partant de ce nœud (on a introduit un branchement). On a ainsi ajouté les suffixes {\displaystyle baobab} et {\displaystyle bab} dans l'arbre. Il reste à traiter les suffixes {\displaystyle ab} et {\displaystyle b}.
- Étape 6.2 : le suffixe {\displaystyle ab} a comme plus long préfixe commun {\displaystyle a} avec l'arête {\displaystyle aobab}. On sépare donc l'arête {\displaystyle aobab} en insérant un nœud entre {\displaystyle a} et {\displaystyle obab}. On ajoute également une arête {\displaystyle b} partant de ce nœud
- Étape 6.3 : le suffixe {\displaystyle b} a comme plus long préfixe {\displaystyle b} avec l'arête {\displaystyle ba}. On insère donc encore un nœud entre {\displaystyle b} et {\displaystyle a} sur l'arête {\displaystyle ba}